# 黎巴嫩国旗
黎巴嫩国旗旗面上下为红色，中间为白色。白色部分中央是一棵《圣经》中提及的黎巴嫩雪松。红色象征自我牺牲，白色象征和平，雪松代表挺拔强劲的力量及纯洁、永存。
黎巴嫩從1918年開始將黎巴嫩雪松用在旗幟上，當時的樹圖案以兩種顏色繪成：樹幹與樹枝用棕色，樹葉用綠色。1995年，國旗上的黎巴嫩雪松被改為全株皆使用綠色。
File:Flag of Lebanon (1918-1920).svg

## 歷史國旗
- 黎巴嫩省，提议的旗帜，以红色和蓝色三角形为特色，以纪念法国托管（1918年）
- 黎巴嫩省
- 黎巴嫩省

- 黎巴嫩马龙派在19世纪使用的旗帜，并于1918年首次作为黎巴嫩国旗升起（1918-1920年）
- 黎巴嫩马龙派在19世纪使用的旗帜，并于1918年首次作为黎巴嫩国旗升起（1918-1920年）
- 大黎巴嫩国
1920年-1943年
- 法属黎巴嫩
1920年-1943年
- 法属黎巴嫩
1920年-1943年
- 法属黎巴嫩
1920年-1943年
- 黎巴嫩共和國
1943年-1995年

## 基于国旗设计的旗帜
- 黎巴嫩长枪党
- 黎巴嫩共产党
- 黎巴嫩民主黨（英语：Lebanese Democratic Party）
- 联盟党（英语：Union Party (Lebanon)）党旗
- 黎巴嫩武装部队
1945年-1991年
- 黎巴嫩武装部队